# White Key
Singles de Ami Suzuki
All Night Long
(1998) Nothing Without You
(1999)
White Key, écrit white key, est le 4e single de Ami Suzuki, sorti en 1998.

## Présentation
Le single sort le 16 décembre 1998 au Japon sous le label True Kiss Disc de Sony Music Japan, coécrit et produit par Tetsuya Komuro. Il ne sort qu'un mois et demi après le précédent, All Night Long. Il atteint la 2e place du classement de l'Oricon. Il se vend à 185 200 exemplaires la première semaine, et reste classé pendant 13 semaines, pour un total de 503 000 exemplaires vendus. C'est le 2e single le plus vendu de la carrière de chanteuse, après Be Together qui sortira six mois plus tard.
La chanson-titre a été utilisée comme thème musical pour une campagne publicitaire de la marque de snowboard Kissmark. Komuro en a écrit les paroles avec Marc Panther, son compère du groupe globe. Elle figurera sur le premier album de la chanteuse, SA qui sortira l'année suivante, puis sur sa compilation FUN for FAN de 2001. 
Le single contient aussi une version remixée par Komuro de la chanson-titre, et une deuxième chanson, écrite par Ami Suzuki elle-même sur une musique de Cozy Kubo, en plus de la version instrumentale.

## Liste des titres
| 1. | white key                                       | Tetsuya Komuro & MARC | Tetsuya Komuro & Cozy Kubo | 4:39 |
| 2. | white key ~doze off mix                         | Tetsuya Komuro & MARC | Tetsuya Komuro & Cozy Kubo | 4:33 |
| 3. | Mōjiki Asa ni Naru no ni (もうじき朝になるのに) | Ami Suzuki            | Cozy Kubo                  | 3:16 |
| 4. | white key (TV mix) (version instrumentale)      |                       | Tetsuya Komuro & Cozy Kubo | 4:40 |